# Callanthias ruber
Callanthias ruber är en fiskart som först beskrevs av Constantine Samuel Rafinesque, 1810.  Callanthias ruber ingår i släktet Callanthias och familjen Callanthiidae. Inga underarter finns listade.